# 巨人の磯
『巨人の磯』（きょじんのいそ）は、松本清張の短編小説。『小説新潮』1970年10月号に掲載され、1973年7月に短編集『巨人の磯』収録の表題作として、新潮社より刊行された。 

## あらすじ
法医学教授の清水泰雄は、学会からの帰京の途中、水戸で降りた。死んだ父は磯節が好きで、その唄の舞台である大洗と、趣味の考古学から縄文時代の貝塚としてよく知られる大串貝塚を見ておきたいと思っていた。大串貝塚は『常陸国風土記』に記載の巨人伝説で知られるが、清水は大洗磯前神社を通り過ぎた夜の海辺で、岩の間に人間離れした巨きくふくれ上った溺死体が漂着しているのに遭遇する。
大串の巨人伝説は漂着した溺死体を見た古代人の恐怖から発したのかもしれないと思う清水のもとを、警部補の福島康夫が訪れる。指紋から死者は県会議員で建設業の水田克一郎と判明、家族によれば、水田は沖縄・台湾の視察旅行に出かけたはずであったが、視察は見せかけでこっそり帰国していたことが判る。福島は、水田の秘書で義弟でもある広川博を呼んで水田の交際関係を訊く一方、五浦海岸の水田の別荘に、水田の妻キヌ子と広川夫妻が出入りしていたことに着目するが、事件の前後、家族にはみんなアリバイがあった。

## エピソード
- 著者は本作の手控えのメモとして「『常陸風土記』にある有名な巨人。「體(かたち)極めて長大に、身は丘壟(をか)の上に居りて、蜃を採りて食」ふ大人(おほびと)の足跡は「長さ三十余歩、広さ二十余歩、尿の穴址は、二十余歩ばかりあり」。貝殻の堆積を見ての古代の人の空想だが、大洗あたりの海岸には水難者の死体がよく漂着する。腐爛による死体膨張の巨人化が、この伝説と結びついたものか。この辺の海流は時計の針の方向へ環流する。死後経過時間の法医学的推定はよく誤差を生じさせる」と記している[1]。
- 文芸評論家の権田萬治は、本作について「（著者の）『私説古風土記』で訪れ、見聞した場所と伝説が、その後の法医学の研究の知識によって、一つの作品に結晶したことがよくわかる」と述べている[2]。